# Maïeutique

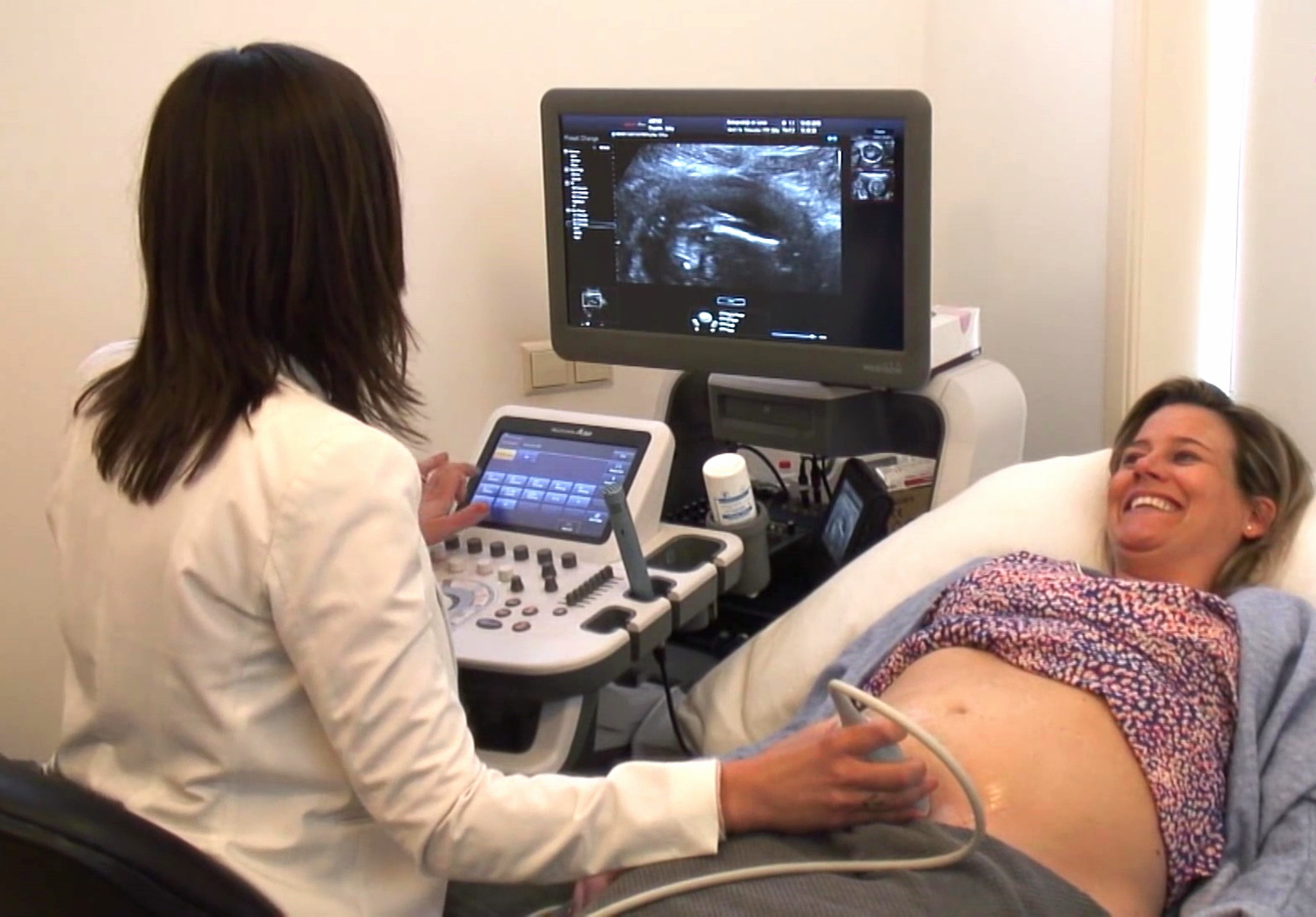
Sage-femme.

La maïeutique est l'art de l'accouchement et plus particulièrement dans le milieu médical, la science médicale pratiquée par les sages-femmes et par extension le nom des études pour accéder à cette profession ; la maïeutique ne doit pas être confondue avec l'obstétrique qui est la science médicale qui traite de la grossesse.

## Sens métaphorique en philosophie
Le terme maïeutique, en philosophie, désigne par analogie l'interrogation sur les connaissances ; Socrate — dont la mère, Phénarète, était sage-femme — parlait de « l’art de faire accoucher les esprits ». De manière concrète, il posait des questions faussement naïves, écoutait et s'arrangeait pour que l'interlocuteur se rende compte de ses manques de précision et de ses contradictions dans ses raisonnements. Les personnes se rendaient ainsi compte que, alors qu'elles croyaient savoir, elles ne savaient pas. Inversement, il amenait également ses interlocuteurs à se rendre compte qu'ils possédaient des connaissances en les guidant à travers leur réflexion.